# Pulau Sekudu
Pulau Sekudu (en chinois : 青蛙岛, en malais : தவளை தீவு) dite parfois Frog Island, est une île située dans le Nord-Est de l'île principale de Singapour, au sud-est de Pulau Ubin.

## Géographie
Elle s'étend sur longueur d'environ 200 m comprenant une longue et étroite épine de sable pour une largeur approximative de 50 m.